# Japanisch-nordkoreanische Beziehungen
Die japanisch-nordkoreanischen Beziehungen sind das zwischenstaatliche Verhältnis zwischen Japan und der Demokratischen Volksrepublik Korea (Nordkorea). Es bestehen keine diplomatischen Beziehungen zwischen beiden Ländern und das Verhältnis ist stark belastet. Insbesondere das nordkoreanische Kernwaffenprogramm und die Entführungen japanischer Staatsbürger durch Nordkorea sind Streitpunkte zwischen beiden Ländern. In der nordkoreanischen Propaganda wird die Zeit der japanischen Herrschaft über Korea wachgehalten und neben den USA ist Japan das häufigste ausländische Feindbild der Staatsmedien. So bezeichneten staatliche Stellen die Japaner als „eine Rasse, mit der die Koreaner immer in feindlicher Beziehung stehen werden“. Im Gegenzug ist auch das Image Nordkoreas in Japan extrem negativ. Laut einer Umfrage des BBC World Service aus dem Jahr 2014 sahen 91 % der Japaner den Einfluss Nordkoreas negativ, nur 1 % bewerteten ihn positiv – die negativste Wahrnehmung Nordkoreas in der Welt.

## Geschichte

### Vorgeschichte
Die Interaktion zwischen Japan und der koreanischen Halbinsel lässt sich auf die Urgeschichte zurückverfolgen. Die Staaten der Koreanischen Halbinsel standen über viele Jahrhunderte unter chinesischem Einfluss, bevor im 19. Jahrhundert der Einfluss des Japanischen Kaiserreiches wuchs. Das Kaiserreich Korea wurde schließlich 1905 ein japanisches Protektorat und ab 1910 durch den Japan-Korea-Annexionsvertrag von Japan direkt verwaltet. Die Japaner unterdrückten die einheimische Kultur und forcierten die Industrialisierung, ⁣⁣um die lokalen Ressourcen ausbeuten zu können. Insbesondere im Norden Koreas wurden zahlreiche Industrieanlagen und Fabriken aufgebaut. Mit der japanischen Niederlage im Zweiten Weltkrieg kam es 1945 zur Teilung Koreas in das kommunistische Nordkorea und das prowestliche Südkorea. Der Koreakrieg (1950–1953) verfestigte die Spaltung Koreas und führte zur Zerstörung eines Großteils der von den Japanern aufgebauten Infrastruktur und Industrie.

### 1953–1990
Mit der Unterstützung Nordkoreas wurde 1955 in Japan die Organisation Ch’ongryŏn gegründet, die die nach dem Zweiten Weltkrieg verbliebene koreanische Minderheit in Japan repräsentieren sollte. Die pro-nordkoreanische Organisation fungiert seitdem als inoffizielle Botschaft in Japan, da keine offiziellen Beziehungen etabliert wurden und beide Länder sich im Kalten Krieg als Feinde betrachteten. Über die Organisation wurde ab 1959 die Rückführung von über 93.000 Koreanern in Japan nach Nordkorea organisiert, darunter war auch Ko Yong-hi, die Ehefrau von Kim Jong-il und Mutter von Kim Jong-un. Als Familienangehörige von Koreanern gelangten so auch einige tausende ethnische Japaner nach Nordkorea. Die Neuankömmlinge wurden von den staatlichen Autoritäten allerdings mit Misstrauen beäugt und ihnen wurde verboten, weiter Kontakte nach Japan zu unterhalten. Auch Berichte über die schlechte wirtschaftliche Lage Nordkoreas verbreiteten sich unter den Koreanern Japans, sodass die Zahl der Rückführungen nach Nordkorea schnell auf ein Minimum sank, obwohl Koreaner auch in Japan diskriminiert wurden. Über die Organisation Ch’ongryŏn wurden Gelder und Waren nach Nordkorea geschafft, wobei die Organisation zum Erwerb der Gelder in kriminelle Aktivitäten verwickelt war. Als ihr pro-südkoreanisches Gegenstück fungiert die Vereinigung Mindan.
Im Jahr 1965 etablierte Japan mit dem Abschluss des Grundlagenvertrags zwischen Japan und der Republik Korea diplomatische Beziehungen mit Südkorea und erkannte Südkorea als einzige legitime Regierung Gesamtkoreas an, was für wütende Reaktionen in Pjöngjang sorgte. In den 1970er Jahren und 1980er Jahren entführte Nordkorea mehrere Japaner aus den Küstengebieten Japans, die mit U-Booten nach Nordkorea verschleppt wurden. Die japanische Regierung hat offiziell 17 Fälle bestätigt, Schätzungen gehen aber von bis zu 100 verschleppten Personen aus. Die Entführungen sorgten für große Aufmerksamkeit in Japan, besonders der Fall der damals 13-jährigen Megumi Yokota, die 1977 verschwand. Entführungsopfer sollten nordkoreanischen Spionen helfen, Japanisch sprechen zu lernen und sich wie Japaner zu verhalten.

### Ab 1990
Nach dem Ende des Kalten Krieges kam es zu einer vorsichtigen Annäherung zwischen beiden Ländern. Anfang der 1990er Jahre führte Japan langwierige Verhandlungen mit Nordkorea mit dem Ziel, diplomatische Beziehungen aufzunehmen und gleichzeitig seine Beziehungen zu Seoul aufrechtzuerhalten. Japan entschuldigte sich offiziell bei Nordkorea für die Verbrechen der Kolonialzeit. 1991 scheiterten Gespräche über die Normalisierung der Beziehungen aber an der Frage von Reparationen für die Zeit des Zweiten Weltkriegs. Auch das Atomprogramm Nordkoreas sorgte für Spannungen. Trotzdem leistete Japan bei der Hungersnot in Nordkorea 1994–1998 humanitäre Hilfe an das Land. Im August 1998 verabschiedete Japan Sanktionen gegen Nordkorea, nachdem eine nordkoreanische Rakete japanisches Gebiet überflogen hatte.

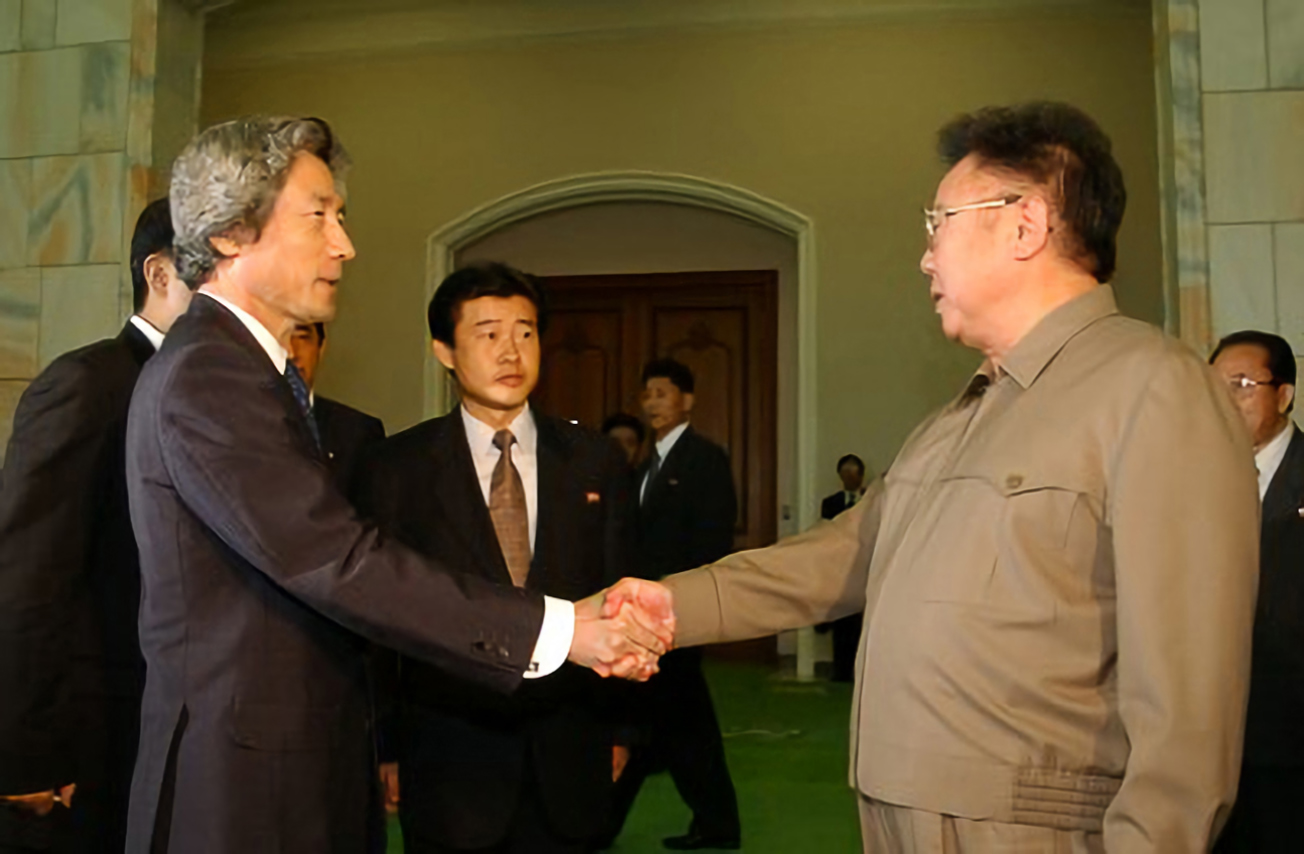
Junichiro Koizumi mit Kim Jong-il in Pjöngjang (2002)

2000 wurde Verhandlungen zwischen beiden Staaten wieder aufgenommen. In den Jahren 2002 und 2004 machte Premierminister Junichiro Koizumi zwei viel beachtete Besuche in Pjöngjang, um auf die Rückkehr der Entführten zu drängen. 2002 gab Nordkorea die Entführungen von dreizehn Personen zu und entschuldigte sich. Nordkorea ließ schließlich fünf der dreizehn Entführten frei und behauptete, die anderen acht seien inzwischen gestorben. Der positive Effekt auf die Beziehungen wurde zunichtegemacht, als Japan verkündete, ein DNA-Test habe bewiesen, dass die zurückgegebenen angeblichen sterblichen Überreste von Megumi Yokota, die 1977 entführt worden war und nach nordkoreanischen Angaben Selbstmord begangen hatte, in Wirklichkeit nicht von ihr stammten.
Ab 2003 war Japan Teil der Sechs-Parteien-Gespräche Gespräche, welche versuchten, eine politische Lösung für das nordkoreanische Atomprogramm zu finden, wobei Ihara Junichi als japanischer Chefverhandler fungierte. Am 13. Februar 2007 kam es beinahe zu einem Durchbruch, als sich Nordkorea bereit erklärte, die Atomanlage Yongbyon im Gegenzug für Brennstoffhilfe und Schritte zur Normalisierung der Beziehungen zu den Vereinigten Staaten und Japan abzuschalten. Die Verhandlungen scheiterten 2009, als Nordkorea sich aus den Gesprächen zurückzog. Mit der Intensivierung des Atomprogramms unter Kim Jong-un ist eine Normalisierung zwischen Nordkorea und Japan in weite Ferne gerückt. 2017 erreichten die Beziehungen zwischen Japan und Nordkorea einen Tiefpunkt, nachdem Nordkorea zweimal atomwaffenfähige ballistische Raketen in japanischen Gewässern getestet hatte.